# Андерсон (Аляска)
Андерсон (англ. Anderson) — місто (англ. city) в США, в окрузі Деналі штату Аляска. Населення — 177 осіб (2020).

## Географія
Андерсон розташований за координатами 64°18′35″ пн. ш. 149°9′47″ зх. д. / 64.30972° пн. ш. 149.16306° зх. д. (64.309634, -149.162919).  За даними Бюро перепису населення США в 2010 році місто мало площу 122,45 км², з яких 113,29 км² — суходіл та 9,17 км² — водойми.

### Клімат
Місто знаходиться у зоні, котра характеризується континентальним субарктичним кліматом. Найтепліший місяць — липень із середньою температурою 15.6 °C (60 °F). Найхолодніший місяць — січень, із середньою температурою -25.6 °С (-14 °F).
| Клімат Андерсона        | Клімат Андерсона | Клімат Андерсона | Клімат Андерсона | Клімат Андерсона | Клімат Андерсона | Клімат Андерсона | Клімат Андерсона | Клімат Андерсона | Клімат Андерсона | Клімат Андерсона | Клімат Андерсона | Клімат Андерсона | Клімат Андерсона |
| Показник                | Січ.             | Лют.             | Бер.             | Квіт.            | Трав.            | Черв.            | Лип.             | Серп.            | Вер.             | Жовт.            | Лист.            | Груд.            | Рік              |
| Абсолютний максимум, °C | 1,9              | −2,8             | 1,6              | 10,2             | 18,8             | 24,2             | 24,3             | 23,5             | 16,1             | 4,9              | −2,4             | −7,9             | 24,3             |
| Середній максимум, °C   | −20              | −15              | −5               | 3                | 14               | 21               | 21               | 18               | 11               | −1               | −11              | −14              | 1                |
| Середня температура, °C | −25              | −20              | −12              | −2               | 8                | 15               | 15               | 12               | 5                | −6               | −17              | −20              | −4               |
| Середній мінімум, °C    | −31              | −26              | −19              | −8               | 2                | 8                | 10               | 7                | 0                | −10              | −22              | −26              | −9               |
| Абсолютний мінімум, °C  | −39,2            | −37,7            | −26,4            | −13,9            | −1,2             | 6,8              | 9,2              | 5,4              | −5,8             | −18,1            | −30,4            | −37              | −39,2            |
| Норма опадів, мм        | 10               | 10               | 10               | 10               | 10               | 40               | 60               | 60               | 20               | 20               | 20               | 10               | 320              |
| Днів з опадами          | 5                | 3                | 4                | 3                | 5                | 10               | 11               | 12               | 8                | 8                | 7                | 5                | 81               |
| ----------------------- | ---------------- | ---------------- | ---------------- | ---------------- | ---------------- | ---------------- | ---------------- | ---------------- | ---------------- | ---------------- | ---------------- | ---------------- | ---------------- |
| Джерело: Weatherbase    |                  |                  |                  |                  |                  |                  |                  |                  |                  |                  |                  |                  |                  |

## Демографія
Згідно з переписом 2010 року, у місті мешкало 246 осіб у 90 домогосподарствах у складі 65 родин. Густота населення становила 2 особи/км².  Було 145 помешкань (1/км²).
Расовий склад населення:
| - 87,8 % — білих - 2,8 % — корінних американців - 1,6 % — чорних або афроамериканців - 0,8 % — азіатів - 0,4 % — вихідців з тихоокеанських островів |

До двох чи більше рас належало 5,7 %. Частка іспаномовних становила 3,7 % від усіх жителів.
За віковим діапазоном населення розподілялося таким чином: 22,0 % — особи молодші 18 років, 69,1 % — особи у віці 18—64 років, 8,9 % — особи у віці 65 років та старші. Медіана віку мешканця становила 45,3 року. На 100 осіб жіночої статі у місті припадало 141,2 чоловіків;  на 100 жінок у віці від 18 років та старших — 159,5 чоловіків також старших 18 років.
Середній дохід на одне домашнє господарство  становив 91 676 доларів США (медіана — 87 708), а середній дохід на одну сім'ю — 104 872 долари (медіана — 94 063). 
Цивільне працевлаштоване населення становило 72 особи. Основні галузі зайнятості: освіта, охорона здоров'я та соціальна допомога — 33,3 %, публічна адміністрація — 30,6 %, транспорт — 15,3 %, науковці, спеціалісти, менеджери — 11,1 %.